# Dipseudopsis stabatensis
Dipseudopsis stabatensis är en nattsländeart som beskrevs av Malicky och Weaver 1988. Dipseudopsis stabatensis ingår i släktet Dipseudopsis och familjen Dipseudopsidae. Inga underarter finns listade i Catalogue of Life.